# Juliaan Teniers
Juliaan Teniers (Antwerpen 1572 – aldaar 1615) was een Zuid-Nederlands kunstschilder.
Juliaan was de zoon van Juliaan Teniers sr. en halfbroer van David I de Oude. Hij huwde op 23 april 1595 met Susanna Coignet, zuster van Gillis II Coignet. Hij had ten minste drie kinderen: Jan Baptist, Melchior en Joanna.
Juliaan Teniers werd in 1595 meester van de Sint-Lucasgilde en in 1598 trad hij toe tot de Armenbus. Tot 1597 huurden Teniers en zijn vrouw een huis in de Koningsstraat en dan kochten ze het huis De Roos aan de Vaartstraat. Hij had ten minste elf leerlingen tussen 1595 en 1608, van wie enkel Gaspard van den Hoecke en zijn tien jaar jongere broer David I nog enige bekendheid genieten. Onder deze leerlingen was ook de Luxemburger Bernard Guillerme, die drie jaar bij hem in de leer was voor de som van 200 gl. Samen met David schilderde Juliaan de decortaferelen voor een toneelstuk op de St-Jansbrug ter gelegenheid van de blijde intrede van de aartshertogen te Antwerpen. Er is slechts een gesigneerd werk van hem bekend, m.n. Oude vrouw, appels schillend in het museum van Kopenhagen. Andere werken zijn bij naam bekend omdat ze voorkomen in inventarissen van sterfhuizen, zoals Koning Balthazar, Bacchus, De Toren van Babel en Boerenkermis. Hieruit blijkt ook dat hij soms samenwerkte met Joos de Momper en Claes van Cleve. Tijdens een proces in 1601 verontschuldigde hij zich voor het laattijdig afwerken van kleine schilderijtjes omdat hij op dat moment ook werkte aan altaartaferelen voor de kerk van Turnhout en het St-Stevensbroedersklooster in Aalst. Teniers overleed kort voor 11 maart 1615.
- Biografisch Portaal: 27689901
- RKD-Nederlands Instituut voor Kunstgeschiedenis: 370327
- Union List of Artist Names: 500045210
- Virtual International Authority File: 95978647